# .44 Bull Dog
O .44 Bull Dog, foi um cartucho de fogo central metálico americano produzido entre 1880 e 1930.

## Descrição
Nenhuma arma de fogo conhecida tinha câmara exclusivamente para o cartucho .44 Bull Dog: era era na verdade, uma opção mais curta e menos potente para uso em revólveres com câmara para o cartucho .44 Webley (nome americano do cartucho .442 Webley britânico). O cartucho .44 Bull Dog foi fabricado apenas nos Estados Unidos, provavelmente para aqueles que se incomodam com o recuo acentuado do cartucho .44 Webley mais poderoso em armas tão pequenas, ou que são particularmente preocupados com os custos. Normalmente, no final do século XIX nos Estados Unidos, uma caixa com cartuchos de .44 Bull Dog custava US$ 0,68 por 50 cartuchos, em comparação com US$ 0,90 por 50 dos cartuchos mais longos de .44 Webley. Os cartuchos de .44 Bull Dog e .44 Webley continuaram a ser oferecidos comercialmente nos Estados Unidos até 1938 ou 1939. Além disso, o Bull Dog era muito fácil de transportar.

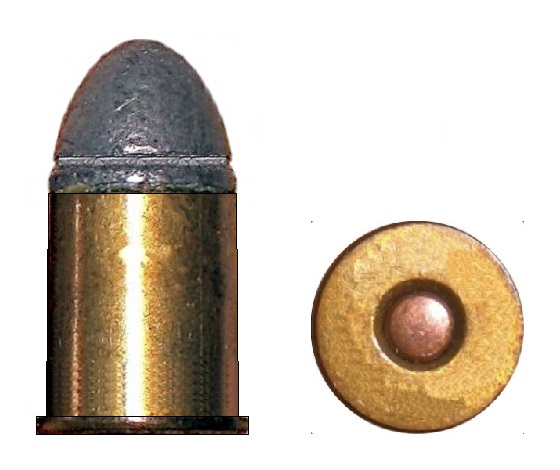
O cartucho .44 Bull Dog.

O revólver British Bull Dog era uma arma de autodefesa ou "de bolso", popular e amplamente copiada (assim chamada por ter sido projetada no início da década de 1870 para ser carregada no bolso. Hoje, essas armas podem ser conhecidas como "snubnose" ou "carry gun").

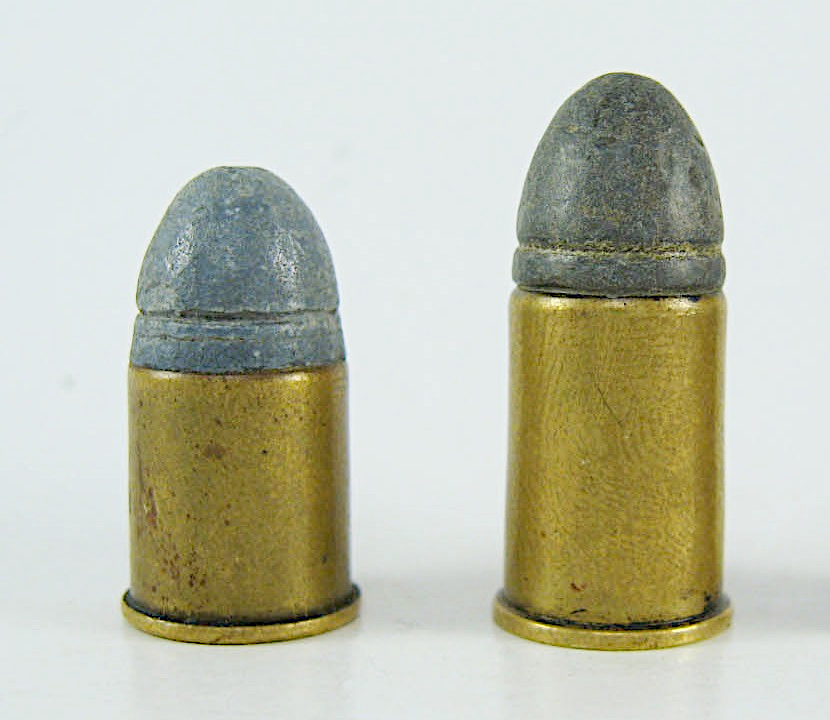
O cartucho .44 Bull Dog e seu "pai", o .44 Webley.

Sendo um cartucho de pólvora negra, o .44 Bull Dog, fabricado por empresas como a Winchester, usava uma bala de  168-170 grãos sobre 15 grãos (0,972 gramas) de pólvora, em comparação com uma bala de 200–230 grãos e 17–20 grãos pólvora do seu "pai" o .44 Webley. Provou-se muito melhor do que as munições de fogo circular contemporâneas, estando na mesma classe do .41 Short Colt. No entanto, para os padrões modernos, o .44 Bull Dog era uma munição extremamente fraca, não muito adequada para nada além de distâncias muito curtas, que é como normalmente teria sido usado defensivamente.

## Dimensões

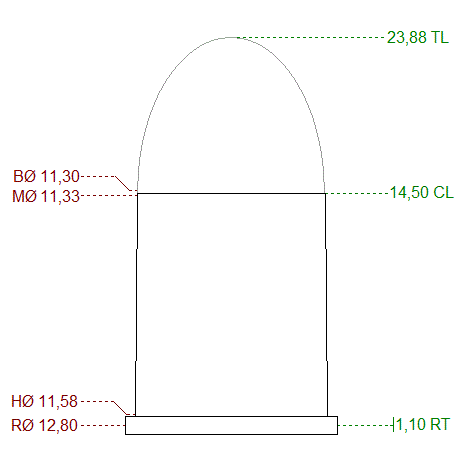